# دانشگاه کویینز
دانشگاه کویینز (به انگلیسی: Queen's University) نام دانشگاهی دولتی است که در شهر کینگستون استان انتاریو در شرق کشور کانادا قرار دارد. در سال ۲۰۰۷ میلادی، این دانشگاه در رتبه‌بندی برترین دانشگاه‌های جهان که توسط «موسسه مکمل آموزش عالی تایمز» صورت گرفت، در رده ۷۸ام از میان یکصد دانشگاه برتر جهان قرار گرفت.
دانشگاه کویینز همچنین توسط مجله مک‌لین، دومین دانشگاه معتبر کشور کانادا در رشته پزشکی شناخته می‌شود.

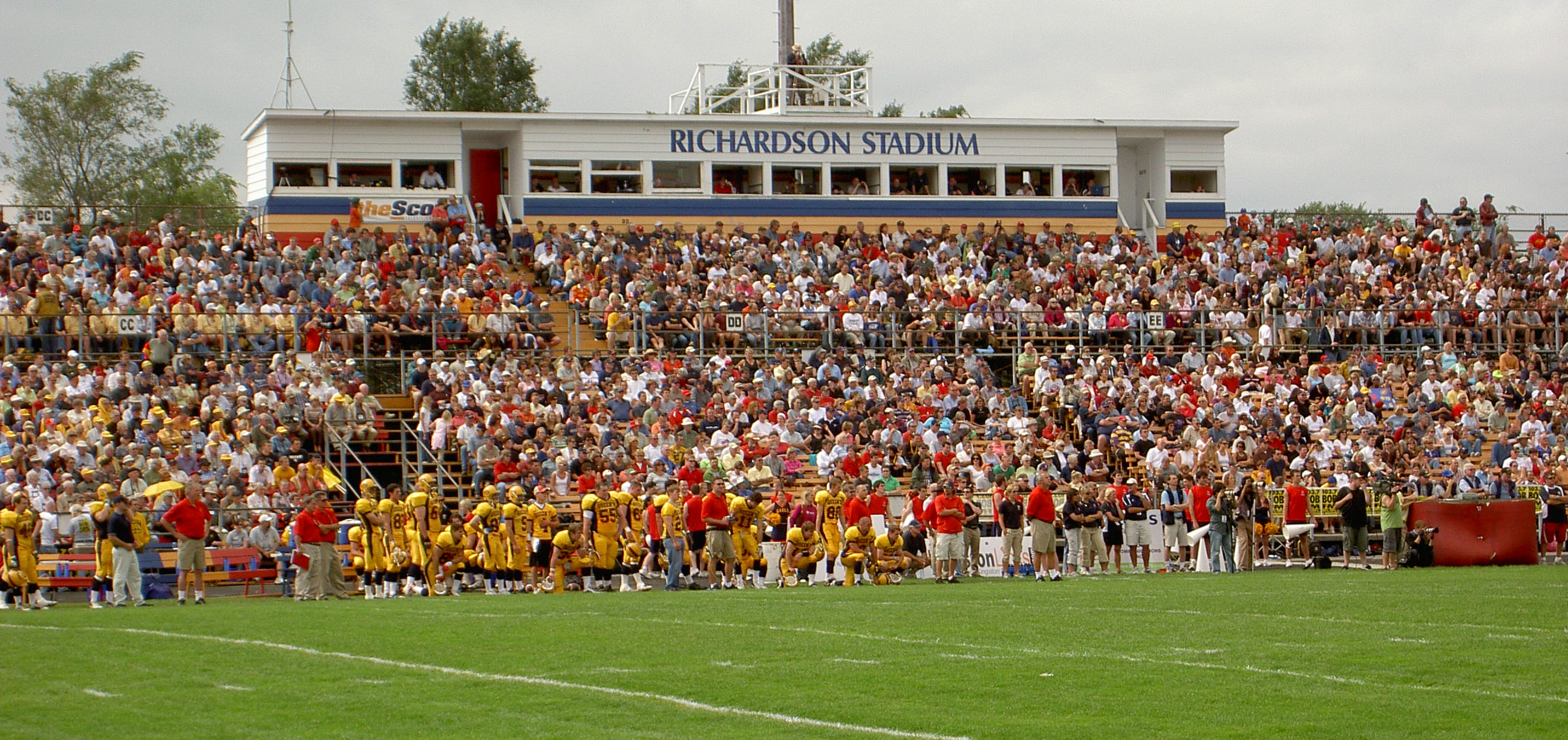
تصویری از ورزشگاه اختصاصی دانشگاه کویینز.

دانشگاه کویینز در تاریخ ۱۶ اکتبر ۱۸۴۱ میلادی، یعنی ۲۶ سال قبل از تأسیس کشور کانادا تأسیس شد. اولین کلاس‌ها با ۱۳ دانشجو و ۲ استاد در تاریخ ۷ مارس ۱۸۴۲ تشکیل شد. دانشگاه کویینز اولین دانشگاه در کشور کانادا بود که به دانشجویانش کمک هزینه تحصیلی اعطا می‌کرد.
این دانشگاه در شرق استان ساسکس در پادشاهی متحده، دارای مرکز مطالعاتی وسیع و جامعی است.

## آخرین تحقیقات
پژوهشگران این دانشگاه موفق به ساخت تبلتی شدند که ضخامت آن به اندازه یک برگ کاغذ است. این رایانه همچنین بسیار انعطاف‌پذیر می‌باشد.

## نگارخانه

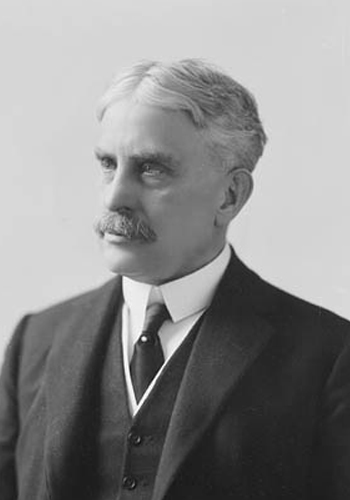
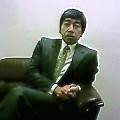
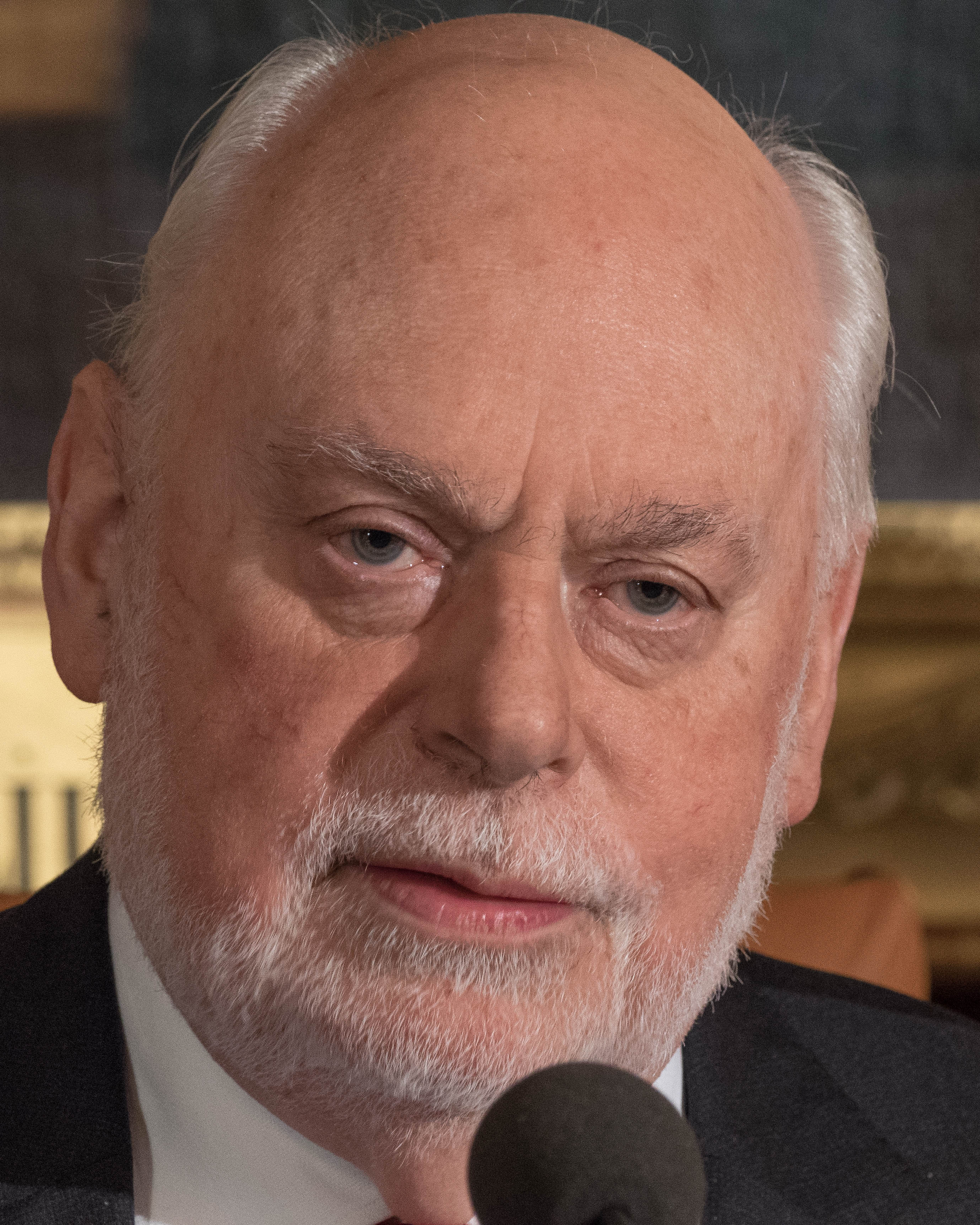
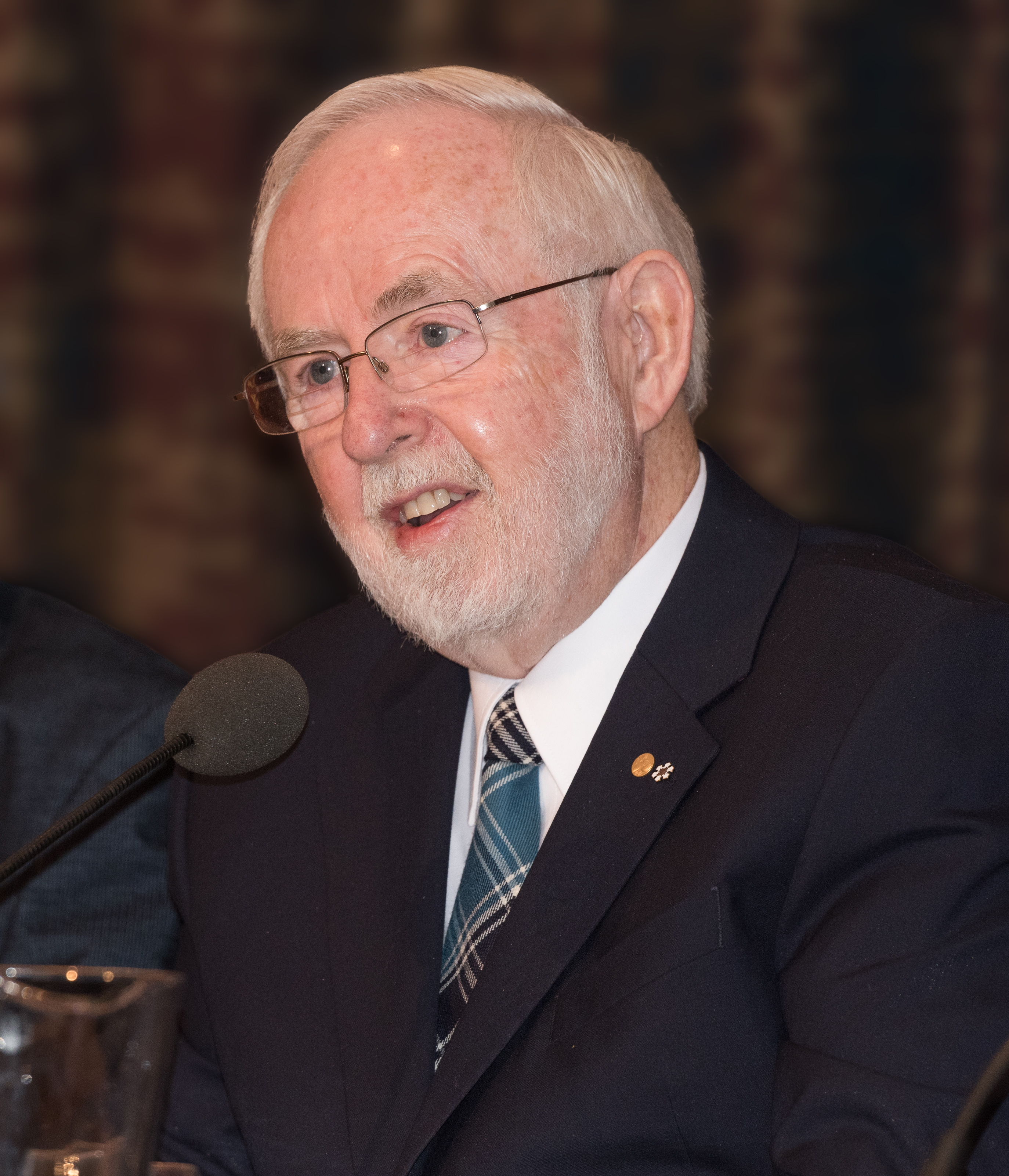
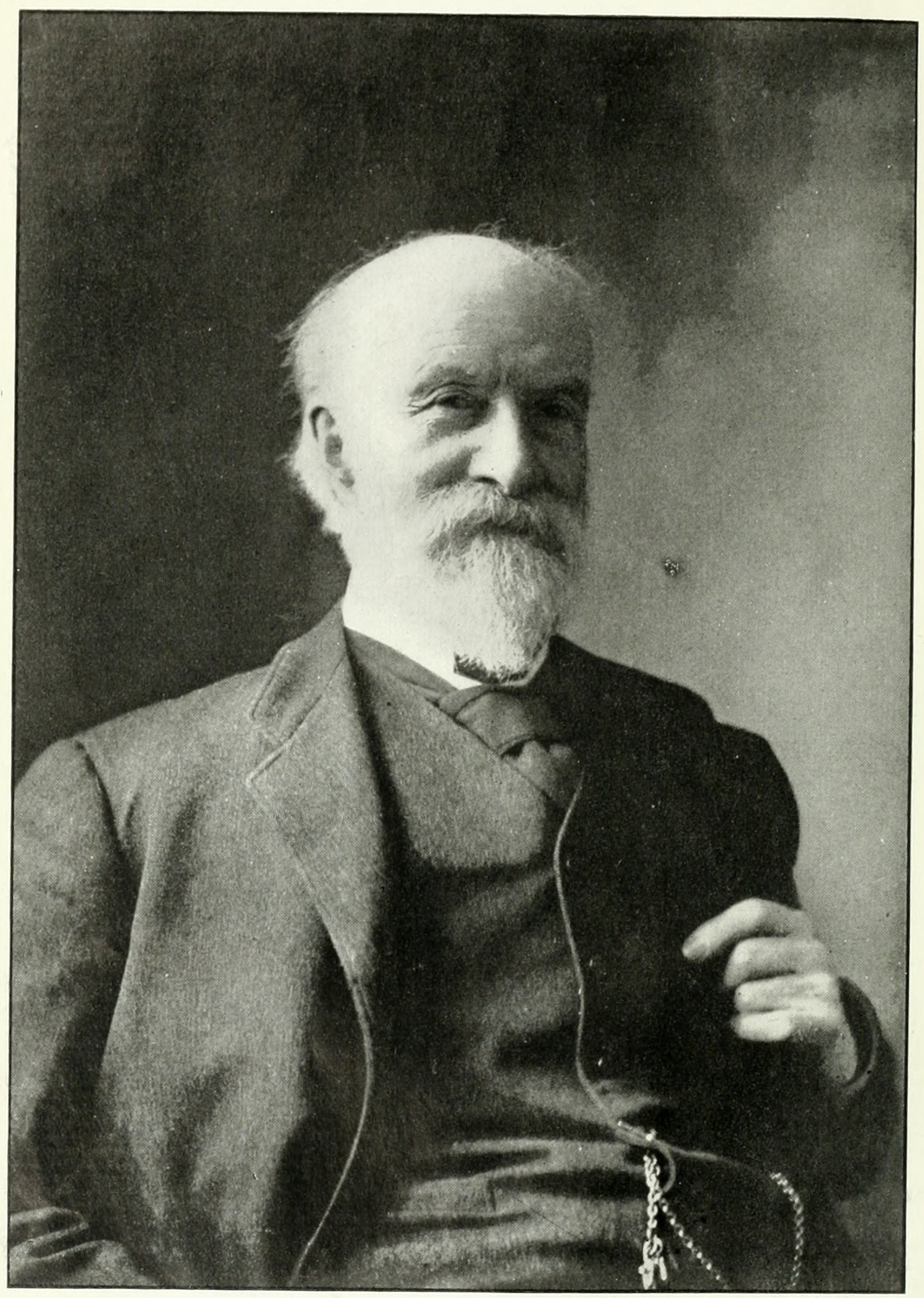
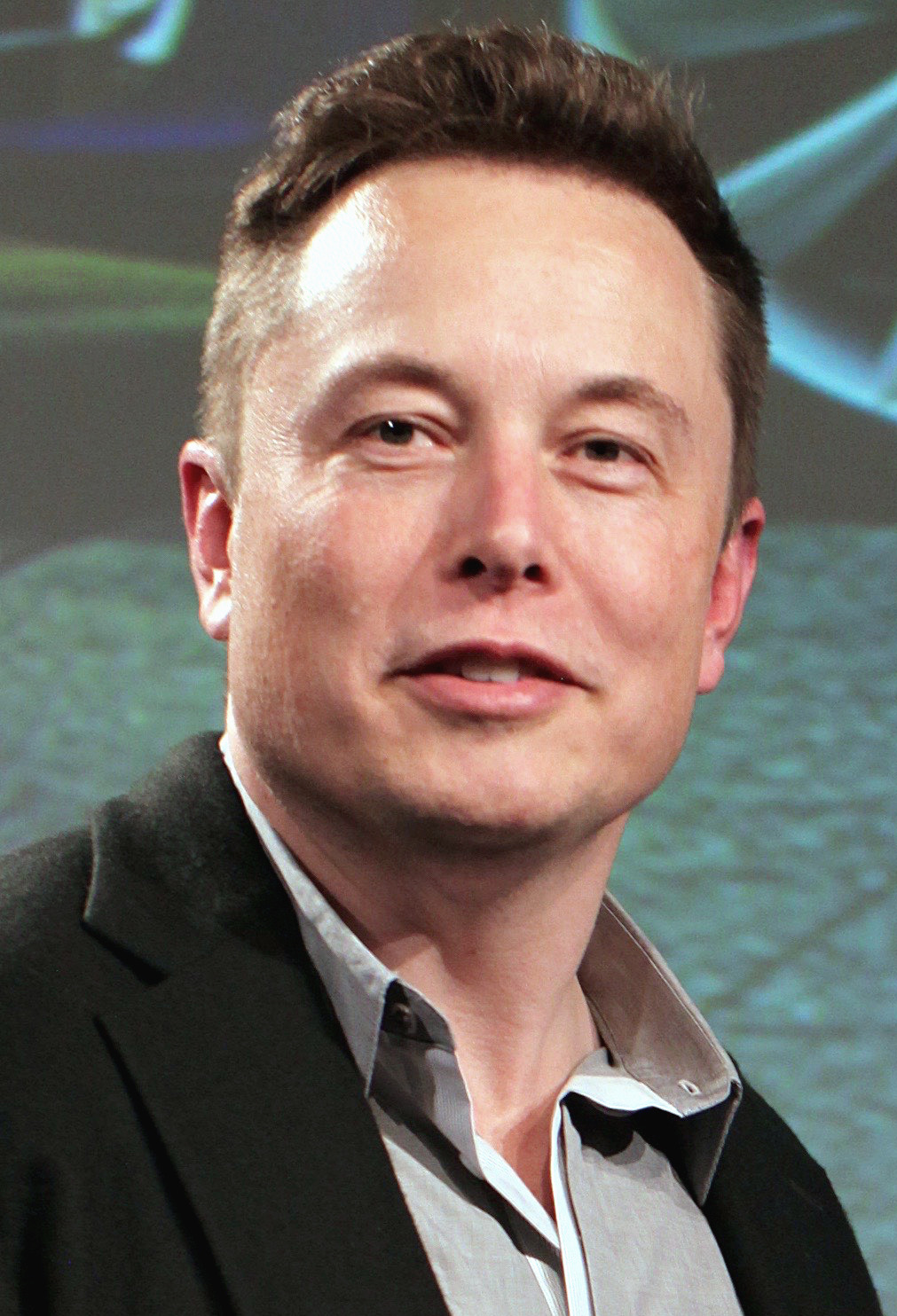
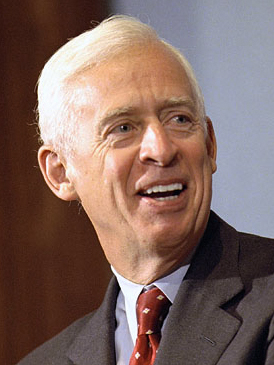